# 高恩冰山麓
79°58′S 160°12′E / 79.967°S 160.200°E
高恩冰山麓（Gawn Ice Piedmont），是南極洲的冰山麓，位於希拉里海岸，處於達爾文冰川和伯德冰川之間，由英聯邦探險隊命名，現時由南極條約體系管理。